# Hoplocnemis glenlyonensis
Hoplocnemis glenlyonensis är en skalbaggsart som beskrevs av Dombrow 2000. Hoplocnemis glenlyonensis ingår i släktet Hoplocnemis och familjen Melolonthidae. Inga underarter finns listade i Catalogue of Life.